# Errina dabneyi
Errina dabneyi is een hydroïdpoliep uit de familie Stylasteridae. De poliep komt uit het geslacht Errina. Errina dabneyi werd in 1871 voor het eerst wetenschappelijk beschreven door Pourtalès. 